# Stenotrupis pumilis
Stenotrupis pumilis (лат.) — ископаемый вид жесткокрылых насекомых рода Stenotrupis из семейства долгоносиков (Curculionidae). Обнаружены в эоценовом доминиканском янтаре (остров Гаити, Карибский бассейн, Северная Америка).

## Описание
Жуки мелкого размера, длина тела 1,2 мм (без рострума), длина рострума 0,3 мм (он в 4,2 раза длиннее своей ширины), общая длина 1,5 мм. Тело чёрное, с мелкими полуотстоящими щетинками. Глаза относительно крупные, округлые. Флагелломеры трапециевидные. Пронотум и надкрылья сплюснутые с тонкими пунктурами. Надкрылья в 2,9 раз длиннее своей ширины у основания и середины. Ноги длинные, коготки крупные, свободные, без зубчиков. Близок к ископаемому виду Stenotrupis breviscapus Davis and Engel, 2007 из Доминиканского янтаря, но отличается мелкими размерами, широкими надкрыльями и плотно пунктированным пронотумом. Вид был впервые описан в 2015 году американским палеоэнтомологом Джорджем Пойнаром (George Poinar Jr; Department of Integrative Biology, Oregon State University, Корваллис, Орегон, США) и российским колеоптерологом Андреем Легаловым (Институт систематики и экологии животных СО РАН, Новосибирск, Россия) вместе с видами Dryotribus pedanus, Ogygius obrieni, C. ruidipunctus, C. elongatus и другими. Название вида S. pumilis происходит от латинского слова pumilus (мелкий) по признаку мелкого размера тела.